# Opas Engel
Opas Engel ist eine 2001 erschienene Bildergeschichte von Jutta Bauer.

## Handlung
Ein Junge besucht seinen alten Großvater im Hospiz. Dieser erzählt ihm von seinen Abenteuern. Aus den Bildern ergibt sich jedoch, dass er einem Engel zu verdanken hatte, dass ihm nie etwas Schlimmeres geschah. Dieser schützte ihn vor Autos, Löchern, Dieben, aggressiven Tieren, oder Stürzen. Im Zweiten Weltkrieg beschützt er ihn dann auch vor Bomben und dem Hunger. 
Dabei werden auch zeitgeschichtliche Ereignisse thematisiert, das Dritte Reich, die Judenverfolgung, der Krieg und die Entbehrungen der Nachkriegszeit. In wenigen Bildern erschließen sich die Stationen eines Lebens von der Kindheit bis ins Alter. Am Ende wird Opa müde und schließt die Augen. Sein Enkel geht leise hinaus und angesichts dessen, dass ihm der Engel folgt, ist anzunehmen, dass der Opa gestorben ist und der Engel nun über den Jungen wacht. Der Junge spielt in der Sonne und der Engel des Großvaters wacht nun über ihn.

## Auszeichnungen
- Eule des Monats 11/2001
- LUCHS 176 September 2001
- Katholischer Kinder- und Jugendbuchpreis 2002